# Визвольна війна середини XVII століття (срібна монета)
«Ви́звольна війна́ середи́ни XVII столі́ття» — срібна ювілейна монета номіналом 20 гривень, випущена Національним банком України, присвячена 350-річчю початку визвольної війни середини XVII століття за незалежність і створення національної держави.
Монету введено в обіг 25 червня 1998 року. Вона належить до серії «Герої козацької доби».

## Опис монети та характеристики
| Номінал грн. | Метал  | Маса, г      | Діаметр, мм | Якість виготовлення | Гурт     | Тираж, штук |
| ------------ | ------ | ------------ | ----------- | ------------------- | -------- | ----------- |
| 20           | срібло | 31,1 / 33,62 | 38,6        | пруф                | рифлений | 10 000      |

### Аверс
На аверсі монети в центрі у намистовому колі зображена композиція, яка символізує національну ідею Соборності України — об'єднання всіх українських земель: геральдичні фігури покровителя Києва Святого Архістратига Михайла в лицарському обладунку і зі списом та коронованого лева Галицько-Волинського князівства тримають малий Державний герб України — тризуб на щиті. Над композицією розміщена дата «1998» — рік карбування монети. Вгорі по зовнішньому колу напис «УКРАЇНА», внизу у два рядки «20 ГРИВЕНЬ» — позначення номіналу монети. Написи по колу відокремлені один від одного бароковими орнаментами із зображеннями грифонів. Ліворуч від числа «20» позначення і проба дорогоцінного металу «Ag 925», праворуч його вага у чистоті «31,1».

### Реверс

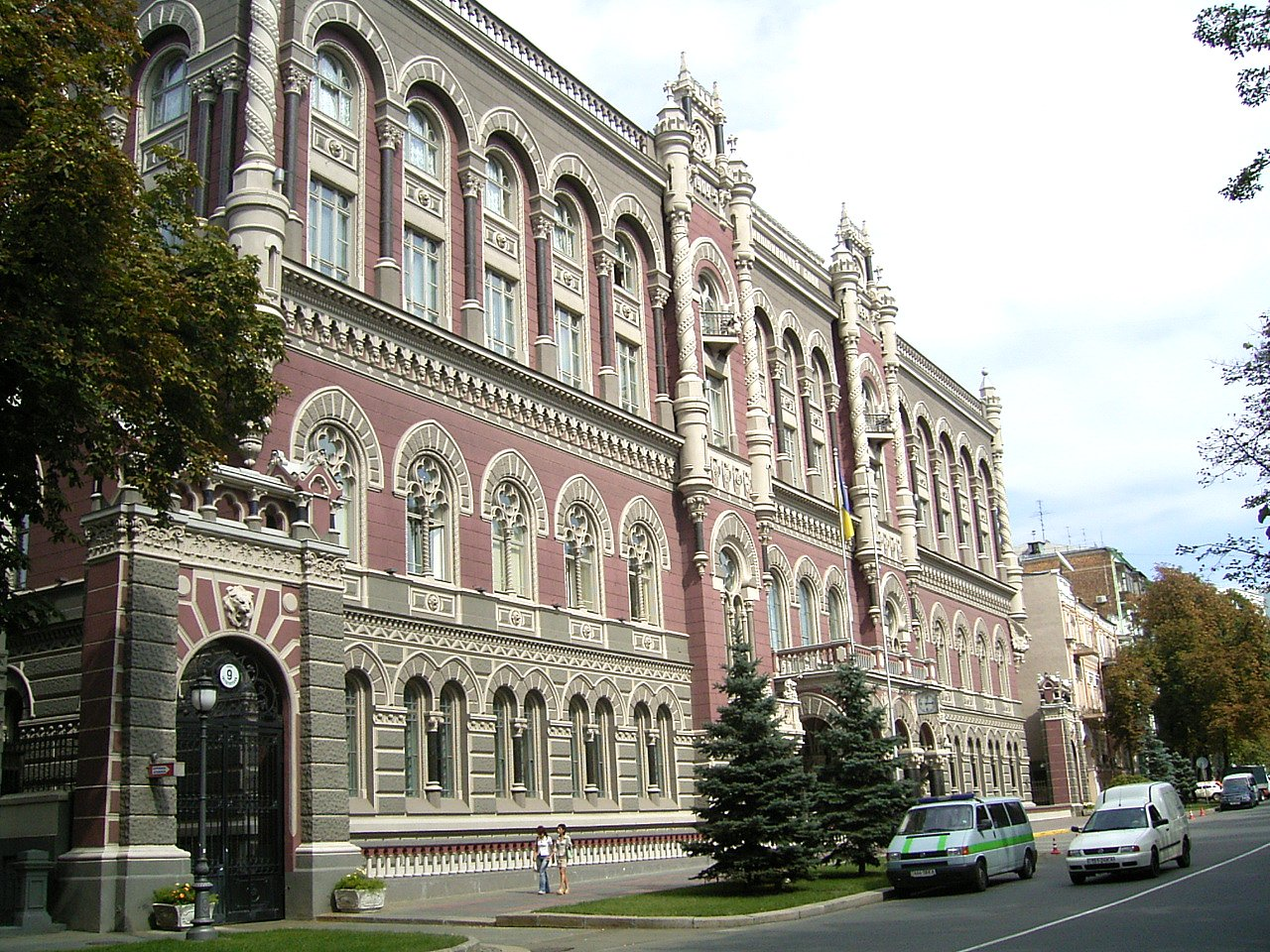
Будівля Національного банку України

На реверсі монети у намистовому колі на тлі піскового годинника — символу спадковості часів — зображено двобій між запорозьким козаком і польським крилатим рейтаром. Обабіч батальної сцени розташовані фігури вершників — керманича національно-визвольного руху гетьмана Богдана Хмельницького та співця героїчних походів козака-бандуриста. Навколо композиції розміщено стилізований напис: «Визвольна війна середини XVII ст».

## Автори
- Художник — Івахненко Олександр.
- Скульптори: аверс — Новаковськи Анджей, реверс — Чайковський Роман.

## Вартість монети
Ціна монети — 575 гривень була вказана на сайті Національного банку України в 2012 році.
Фактична приблизна вартість монети, з роками змінювалася так:
| Рік        | 2010 | 2011 | 2012 | 2013 | 2014 | 2015 | 2016 | 2017 | 2018 | 2019 | 2020 | 2021  | 2022  | 2023  | 2024  | 2025  |
| ---------- | ---- | ---- | ---- | ---- | ---- | ---- | ---- | ---- | ---- | ---- | ---- | ----- | ----- | ----- | ----- | ----- |
| Ціна, грн. | 450  | 500  | 550  | 550  | 450  | 850  | 880  | 900  | 950  | 900  | 980  | 1 200 | 1 300 | 2 350 | 4 000 | 4 000 |